# Kutschenlampe

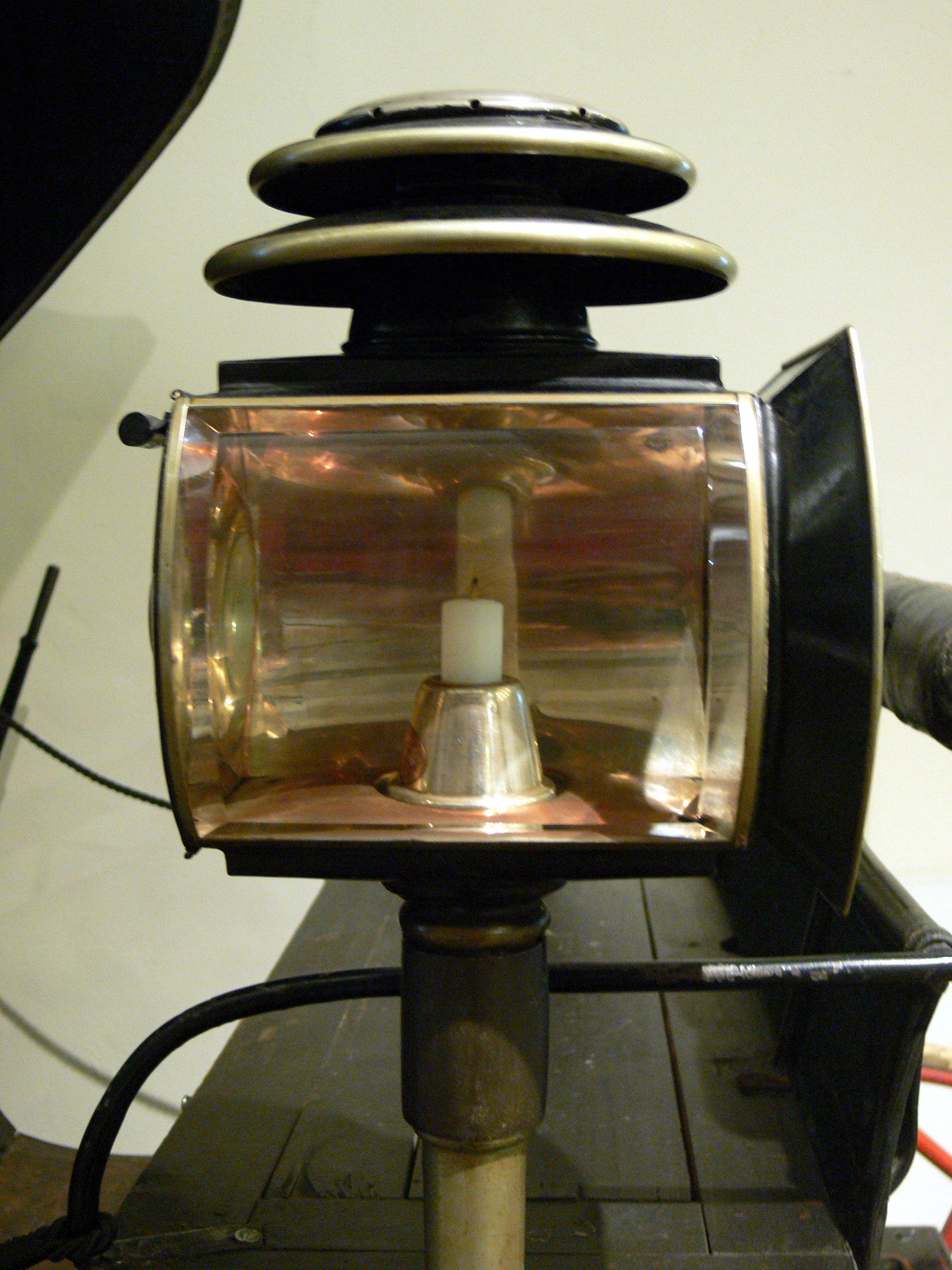
Kutschenlampe (1893), museal seitlich mit Sichtfenster versehen

Eine Kutschenlampe ist eine mit Kerzen betriebene Laterne zur Beleuchtung von Pferdekutschen.

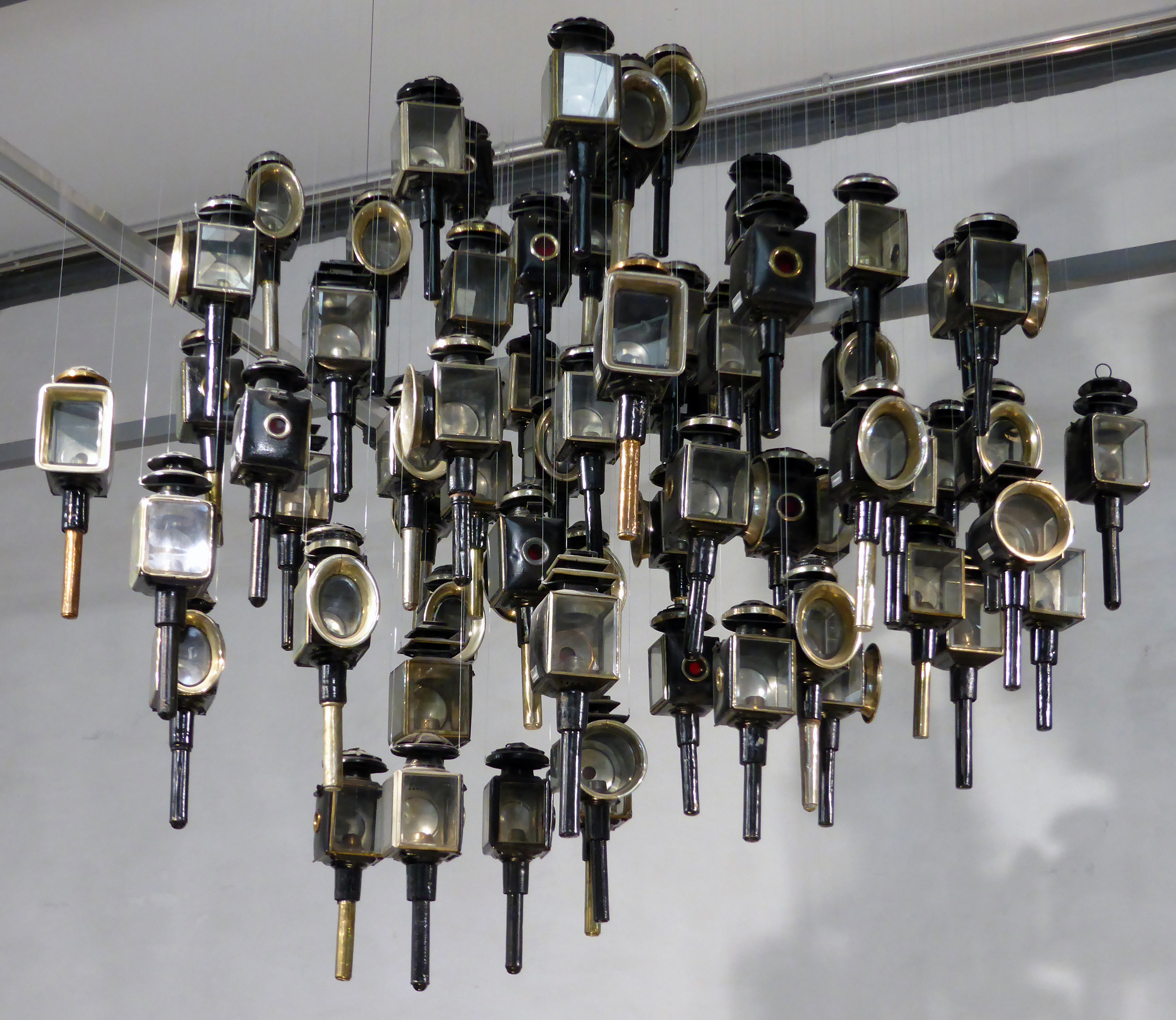
Sammlung verschiedener Kutschenlampen

Vor Einführung der elektrischen Beleuchtung wurden Kerzen für die Beleuchtung von Fuhrwerken und die Ausleuchtung des Weges verwendet. Öl- bzw. Petroleumlampen waren wegen der Erschütterungen und der damit verbundenen Gefahr des Auslaufens von Brennstoffen nur bedingt geeignet. Um das Licht der Kerze zu bündeln und nach vorne auf den Weg zu lenken, war hinter der Flamme ein Reflektor bzw. Hohlspiegel angebracht. 
Da die Kerze mit der Zeit herunterbrannte, die Flamme also nicht mehr vor dem Reflektor bzw. im Brennpunkt des Hohlspiegels lag, brachte man diese in einer Metallhülse unter, die oben eine Öffnung aufwies die kleiner war als der Durchmesser der Kerze. Eine Metallfeder drückte die Kerze nach oben gegen diese Öffnung, durch die der Docht der Kerze hinausragte. Die abbrennende Kerze wurde durch die Feder kontinuierlich nach oben geschoben, so dass die Flamme stets an der richtigen Stelle vor dem Reflektor brannte. 
Diese stielartige Metallhülse zur Unterbringung und Nachführung der Kerze gab den Kutschenlampen ein charakteristisches Aussehen, der obere Teil, in dem die Kerze brannte, wurde meist, der Form des Reflektors entsprechend, rund ausgebildet. Auf der Oberseite war üblicherweise ein Abzug für die Verbrennungsgase angebracht, manchmal auch eine seitliche Verglasung die etwas Licht für neben der Kutsche stehende oder einsteigende Personen nach außen ließ. 
Kutschenlampen waren mit einem steckbaren Schaft versehen, so dass man sie unterwegs tauschen (z. B. bei Verrußung), bei Stopps als Handlampe nutzen, oder bei stürmischem Wetter an einem windgeschützten Ort entzünden und nachbestücken konnte. und ihrer Bestimmung entsprechend an traditionellen Kutschen verwendet.
Historische Kutschenlampen werden vielfach als Antiquitäten gehandelt und dienen mitunter (elektrifiziert) als Raum- oder Außenwandbeleuchtung.